# Édouard Louis Trouessart
Édouard Louis Trouessart (Angers, 25 agosto 1842 – Parigi, 30 giugno 1927) è stato uno zoologo francese.
È noto soprattutto per aver scoperto gli acari della polvere.